# Test Drive Off-Road
Test Drive Off-Road es un videojuego de carreras desarrollado por Elite Systems y publicado por Accolade para Microsoft Windows y PlayStation.

## Jugabilidad
Hay dos modos de juego diferentes: Class Racing, en el que solo compiten vehículos de un tipo, y Unlimited, en el que compiten todo tipo de vehículos.

## Recepción
Test Drive: Off-Road recibió críticas mixtas en ambas plataformas. Next Generation revisó la versión para PC del juego, afirmando que "en general, TDOR no está a la altura de la competencia. Ni mucho menos".
Al reseñar la versión de PlayStation, Kraig Kujawa de Electronic Gaming Monthly elogió el uso de vehículos reales y la complejidad de las pistas, mientras criticaba la pequeña selección de vehículos. Su co-revisor Dean Hager dijo que el juego tiene una mezcla suficiente de intensidad y realismo, pero muchas de las pistas se vuelven repetitivas y los competidores no son lo suficientemente desafiantes. Ambos concluyeron que es el más aceptable de las "hordas de títulos mediocres de carreras todoterreno [que] han salido recientemente". Si bien GamePro elogió los sonidos realistas del motor y la banda sonora, tuvo una evaluación general más negativa, resumiendo que los  "flojos controles de Test Drive: Off-Road , agravando los problemas populares y una jugabilidad poco inspirada paralizan su atractivo general". Greg Kasavin de GameSpot dijo de la versión para PC, " Test Drive: Off Road  es pura acción arcade". Jeff Kitts, también de  GameSpot , dijo sobre la versión de PlayStation, "Test Drive: Off Road es una entrada aceptable en el campo repentinamente abarrotado de los juegos de carreras todoterreno". En Japón, donde la versión de PS se portó para su lanzamiento con el título Gekitotsu! Yonku Battle (激突！四駆バトル Gekitotsu! Yonku Batoru?) y publicado por Coconuts Japan el 31 de julio de 1997, "Famitsu" le otorgó una puntuación de 23 de 40.
A marzo de 1998 el juego vendió más de 500.000 copias.

## Secuela
Accolade declaró en un comunicado de prensa que los éxitos comerciales del juego y Test Drive 4 hicieron que Test Drive se convirtiera en la serie de carreras más vendida en ese momento. Accolade publicó Test Drive Off-Road 2 en 1998, que utiliza el motor Test Drive 4 e incluye vehículos todoterreno con licencia.